# Liste de sportifs canadiens par discipline
La liste de sportifs canadiens par discipline vise à rassembler les champions représentatifs de leur pays dans leur discipline.
Doivent donc y figurer :
- les champions et médaillés olympiques
- les champions du monde
- les champions continentaux
- les champions nationaux

Mais on peut y introduire des sportifs qui, sans avoir obtenu un palmarès exceptionnel, ont représenté leur pays au niveau international.

## Athlètes

### Hommes
- Donovan Bailey (° 1967), champion du monde sur 100m et sur 4x100m en 1995, champion olympique du 100m et du 4x100m aux Jeux olympiques d'Atlanta (1996), recordman du monde du 100m en 9,84 secondes.
- Robert Esmie (° 1972), champion du monde sur 4x100m en 1995, champion olympique du 4x100m aux Jeux olympiques d'Atlanta (1996).
- Glenroy Gilbert (° 1968), champion du monde sur 4x100m en 1995, champion olympique du 4x100m aux Jeux olympiques d'Atlanta (1996).
- Ben Johnson, (° 1961), champion du monde du 100 m. (1987), disqualifié pour dopage aux Jeux olympiques de Séoul (1988).
- George Orton (1873-1958), champion olympique du 2 500 m. steeplechase et médaille de bronze du 400 m. haies aux Jeux olympiques de Paris (1900).
- Bruny Surin (° 1967), médaille d'argent sur 100m aux championnats du monde 1995 et champion du monde sur 4x100m en 1995, champion olympique du 4x100m aux Jeux olympiques d'Atlanta (1996).

## Pilotes automobiles
- Patrick Carpentier (° 1971), Formule Atlantique, CART et Champ Car, IRL, Nascar.
- Jacques Duval (1934-2024)
- Sean McIntosh (° 1985).
- Greg Moore (1975-1999) CART
- Lance Stroll (° 1998), Formule 1.
- Alex Tagliani (° 1972). Champ Car, NASCAR, IndyCar
- Paul Tracy (° 1968), vainqueur du championnat Champcar en 2003.
- Gilles Villeneuve (1950-1982), Formule 1.
- Jacques Villeneuve (° 1971), champion du monde de Formule 1 en 1997.

## Joueurs de baseball
- Rhéal Cormier
- Eric Gagné (° 1976), Vainqueur du trophée Cy Young en 2003.

## Basketteurs
- Steve Nash (° 1974), meilleur joueur (MVP) du championnat NBA 2005 et 2006

## Biathlètes

### Femmes
- Myriam Bédard (° 1969), championne du monde en sprint et médaille d'argent en individuel  (1993), championne olympique du 7,5 km et 15 km individuels aux Jeux olympiques à Lillehammer (1994), médaille de bronze du 15 km individuel aux Jeux olympiques à Albertville (1992).

## Bobeurs
- Pierre Lueders

## Boxeurs
- Mark Berger (° 1954).
- Eric Lucas (° 1971), champion du monde WBC des super-moyens de 2001 à 2003.

## Curlers
- Russ Howard (° 1956), champion olympique aux Jeux olympiques de Turin (2006).

## Canoéistes et kayakistes
- Frank Amyot (1904–1962), grandchampion olympique de canoë sur 1 000 m. aux Jeux olympiques de Berlin (1936).

## Cyclistes sur piste
- Curt Harnett, (° 1965), huit fois champion du Canada de vitesse, médaille d'argent du kilomètre contre la montre aux Jeux olympiques à Los Angeles (1984) et médaille de bronze en vitesse aux Jeux olympiques à Barcelone (1992) et aux Jeux olympiques d'Atlanta (1996).

## Cyclistes sur route

### Hommes
- Steve Bauer (° 1959), médaille d'argent aux Jeux olympiques à Los Angeles (1984).
- Ryder Hesjedal (° 1980), vainqueur du Tour d'Italie 2012
- Dominique Perras (° 1974), champion du Canada sur route (2003).
- Sam Whittingham, qui a atteint le record du monde de vitesse de 130,36 km/h sur 200 m (lancé) et de 84,215 km/h sur une heure (2004), grâce à un vélo couché.

### Femmes
- Clara Hughes (° 1972), 18 fois championne du Canada de cyclisme, médaille de bronze de la course sur route et du contre la montre individuel aux Jeux olympiques à Atlanta (1996).

## Footballeurs
Alphonso Davies (2000), joueur du Bayern Munich et de l'équipe nationale du Canada au poste de latéral gauche.

## Golfeurs
- Stephen Ames (1964), vainqueur du championnat des joueurs de la PGA au TPC Sawgrass en 2006.
- George Lyon (1858-1938), champion olympique de golf aux Jeux de Saint-Louis (1904).
- Mike Weir (1970), Vainqueur du tournoi des maîtres (2003).

## Joueurs de hockey sur glace

### Femmes
- Gillian Apps (° 1983), championne du monde en 2004, championne olympique aux Jeux olympiques de Turin (2006).

### Hommes
- Raymond Cadieux (° 1941), médaille de bronze aux Jeux olympiques (1968).
- Theoren Fleury (° 1968), champion olympique aux Jeux olympiques de Salt Lake City (2002), médaille d'argent aux championnats du monde 1991, vainqueur de la Coupe Canada (1991).
- Mario Lemieux (° 1965), champion olympique aux Jeux olympiques de Salt Lake City (2002), vainqueur à deux reprises de la Coupe Stanley avec les Penguins de Pittsburgh en LNH (1991 et 1992).
- Morris Mott (° 1946), médaille de bronze aux Jeux olympiques (1968).
- Scott Niedermayer (° 1973), champion olympique aux Jeux olympiques de Salt Lake City (2002), vainqueur à trois reprises de la Coupe Stanley avec les Devils du New Jersey en LNH (1995, 2000 et 2003).
- Steve Yzerman (° 1965), champion olympique aux Jeux olympiques de Salt Lake City (2002), vainqueur à trois reprises de la Coupe Stanley avec les Red Wings de Détroit en LNH (1997, 1998 et 2002).

## Judokas
- Nicolas Gill (° 1972), vice-champion olympique de judo en 2000, catégorie moins de 100 kg.

## Kickboxeurs
- Michel Rochette, champion de Full-contact des années 1980 et années 1990.
- Jean-Yves Thériault, légende mondiale du Full-contact des années 1980 et années 1990.
- Pete (Sugarfoot) Cunningham, légende mondiale du Kickboxing des années 1990.

## Lutteurs
Edge,
La famille Hart,
Trish Stratus,
Christian.

## Nageurs
- Alex Baumann (° 1964), champion olympique sur 200 m. et 400 m. aux Jeux olympiques de Los Angeles (1984).
- Vlastimil Cerny (° 1963).
- George Hodgson (1893-1983), champion olympique sur 400 m. et 1500 m. aux Jeux olympiques de 1912.
- Brian Phillips (° 1954).

## Patineurs artistiques
- Kurt Browning (° 1966), champion du monde en 1989, 1990, 1991 et 1993.

## Patineurs de vitesse
- Clara Hughes médaille d'or du 5 000 m aux Jeux olympiques d'hiver de 2006
- Cindy Klassen (° 1979), championne du monde en 2003 et 2006, championne olympique du 1 500 m., médaille d'argent du 1000 m. et de la poursuite par équipes, médaille de bronze du 3 000 m. et du 5 000 m. lors des Jeux olympiques à Turin (2006), médaille de bronze du 3 000 m. lors des Jeux olympiques à Salt Lake City (2002), recordwoman du monde sur 1 000 m., 1 500 m. et 3 000 m.

## Joueurs de rugby à XV
- Aaron Abrams (° 1979), 21 sélections en équipe nationale, 2 matchs en coupe du monde de rugby à XV 2003.
- Dan Baugh (° 1974), 27 sélections en équipe nationale, 3 matchs en coupe du monde de rugby à XV 1999.
- Mark Cardinal (° 1961), 35 sélections en équipe nationale, 7 matchs sur 3 coupes du monde : 1987, 1995, 1999.
- Aaron Carpenter (° 1983), 80 sélections en équipe nationale (record), 17 essais, 12 matchs en Coupe du monde : 2007, 2011 et 2015.
- Al Charron (° 1966), 76 sélections  en équipe nationale, participation aux coupes du Monde 1991, 1995, 1999, 2003.
- Jamie Cudmore (° 1978), 16 sélections en équipe nationale, 4 matchs en coupe du monde de rugby à XV 2003.
- Glen Ennis (° 1964), 32 sélections en équipe nationale, 10 matchs sur 3 coupes du monde : 1987, 1991 et 1995.
- Eddie Evans (° 1964), 49 sélections en équipe nationale, 7 matchs sur 2 coupes du monde : 1991 et 1995.
- Forrest Gainer (° 1979), 16 sélections en équipe nationale.
- John Graf (° 1968), 54 sélections en équipe nationale, 89 points, 6 matchs sur 3 coupes du monde : 1991, 1995, 1999.
- Norm Hadley (° 1964), 12 sélections en équipe nationale, 4 matchs à la coupe du monde de rugby à XV 1991 (1/4 de finale).
- Dan Jackart (° 1962), 21 sélections en équipe nationale, 15 points, 3 matchs à la coupe du monde de rugby à XV 1991.
- Josh Jackson (° 1980), 15 sélections en équipe nationale, 3 matchs à la coupe du monde de rugby à XV 2003.
- Mike James (° 1973), 51 sélections en équipe nationale, 4 essais, 7 matchs sur 3 coupes du monde : 1995, 1999 et 2003.
- Dave Lougheed (° 1968), 34 sélections en équipe nationale, 7 essais, 8 matchs sur 3 coupes du monde : 1995, 1999 et 2003.
- Stan McKeen (° 1982), 16 sélections en équipe nationale.
- Colin McKenzie (° 1964), 25 sélections en équipe nationale, 15 points, 2 matchs en coupe du monde de rugby à XV 1995.
- Gord MacKinnon (° 1958), 25 sélections en équipe nationale, 4 essais, 6 matchs en coupe du monde de rugby à XV 1991.
- Phil Murphy (° 1976), 19 sélections en équipe nationale, 5 essais.
- Pat Palmer (° 1962), 17 sélections en équipe nationale, 7 essais, 6 matchs en 2 coupes du monde : 1987 et 1991.
- Taylor Paris (° 1991), 28 sélections en équipe nationale, 18 essais, 1 match en Coupe du monde de rugby à XV 2019.
- Benoît Piffero (° 1987), 26 sélections en équipe nationale, 3 matchs en deux Coupe du monde : 2015 et 2019
- James Pritchard (° 1979), 11 sélections en équipe nationale, 116 points, 2 matchs en coupe du monde de rugby à XV 2003.
- Gareth Rees (° 1967), 55 sélections en équipe nationale, 487 points, participation aux coupes du monde 1987, 1991, 1995, 1999.
- Djustice Sears-Duru (° 1994), 64 sélections en équipe nationale, 7 matchs en Coupe du monde : 2015 et 2019.
- Ryan Smith (° 1979), 27 sélections en équipe nationale, 3 matchs en coupe du monde de rugby à XV 2003.
- Rod Snow (° 1970), 57 sélections en équipe nationale, 40 points, 10 matchs sur 3 coupes du monde : 1995, 1999, 2003.
- Winston Stanley (° 1974), 66 sélections en équipe nationale, 123 points, 9 matchs sur 3 coupes du monde : 1995, 1999, 2003.
- Christian Stewart (° 1966), 14 sélections en équipe nationale, 10 points, 7 matchs sur 2 coupes du monde : 1991, 1995.
- Scott Stewart (° 1969), 64 sélections en équipe nationale, 15 points, 10 matchs sur 3 coupes du monde : 1991, 1995 et 1999.
- Karl Svoboda (° 1962), 22 sélections en équipe nationale, 4 matchs sur 3 coupes du monde : 1987, 1991 et 1995.
- John Tait (° 1973), 37 sélections en équipe nationale, 3 matchs en coupe du monde de rugby à XV 1999.
- Jon Thiel (° 1975), 37 sélections en équipe nationale, 3 essais, 6 matchs sur 2 coupes du monde : 1999 et 2003.
- Kevin Tkachuk (° 1976), 35 sélections en équipe nationale, 25 points, 4 matchs en coupe du monde de rugby à XV 2003.
- Chris Tynan (° 1966), 20 sélections en équipe nationale, 14 points, 3 matchs en coupe du monde de rugby à XV 1991.
- DTH van der Merwe (° 1986), 61 sélections en équipe nationale, 38 essais (record), 15 matchs en Coupe du monde : 2007, 2011, 2015 et 2019.
- Morgan Williams (° 1976), 47 sélections en équipe nationale, 6 matchs sur 2 coupes du monde : 1999 et 2003.
- Nik Witkowski (° 1976), 34 sélections en équipe nationale, 30 points, 3 matchs à la coupe du monde de rugby à XV 2003.
- Mark Wyatt (° 1961), 29 sélections en équipe nationale, 197 points, 6 matchs sur 2 coupes du monde : 1987 et 1991.
- Colin Yukes (° 1979), 29 sélections en équipe nationale, 4 matchs en coupe du monde de rugby à XV 2003.

## Joueurs de tennis
- Philip Bester (° 1988), premier Canadien à atteindre la finale d'un tournoi du Grand Chelem (juniors) à Roland Garros (2006).
- Sébastien Lareau (° 1973), champion olympique du double (avec Daniel Nestor) lors des Jeux olympiques à Sydney (2000).
- Daniel Nestor (° 1972), champion olympique du double (avec Sébastien Lareau) lors des Jeux olympiques à Sydney (2000).

## Joueurs de volley-ball
- Edward Alexiuk (°1952).